# 月の家円鏡ショウ
月の家円鏡ショウ（つきのやえんきょうショウ）は、かつてニッポン放送の平日夕方の時間帯で放送されていたラジオ番組。パーソナリティは落語家の月の家円鏡。放送期間は1973年4月9日から1974年4月5日まで。

## 放送時間
- 毎週月曜日～金曜日　16:00 - 17:20

## 出演者
- パーソナリティ:月の家円鏡（5代目。正しくは「圓鏡」であるが、番組名としては放送期間を通じて「円鏡」が使用されていたため、本項では「円鏡」と表記する。1982年10月8代目橘家圓蔵を襲名）

## 概要
当時ニッポン放送では、番組を担当するパーソナリティの名前に「ショウ」を付けたワイド番組を数多く放送しており、当番組もそのひとつである。もともと当番組の時間枠では、16時から16時30分まで『円鏡の歌謡曲ドンドン』、16時40分から17時20分まで『円鏡のモシモシ歌謡曲』と、月の家円鏡がパーソナリティを務める番組を2本放送しており、その両番組の間（16時30分から16時40分まで）で放送していた『藤村俊二の歌謡一直線』も含めた16時から17時20分までの時間枠全体が、1973年4月9日より1時間20分のワイド番組『月の家円鏡ショウ』として再編された。
番組終了後は、1974年4月8日より時間枠を15時30分から17時までの1時間30分に拡大した『円鏡・研ナオコショウ ハッピーカムカム』が新たにスタートし、引き続き月の家円鏡が歌手・タレントの研ナオコと共にパーソナリティを務めた。

## 内包番組
- ニュース
- 円鏡の歌謡曲ドンドン　第1部
- 円鏡の歌謡曲ドンドン　第2部
- ハイウェイネットワーク
- 藤村俊二の歌謡一直線

| ニッポン放送 平日 16:00 - 17:20                                                                                    | ニッポン放送 平日 16:00 - 17:20 | ニッポン放送 平日 16:00 - 17:20 |
| 前番組 | 番組名                          | 次番組 |
| --- | ------------------------------- | --- |
| 円鏡の歌謡曲ドンドン （16:00 - 16:30）藤村俊二の歌謡一直線 （16:30 - 16:40）円鏡のモシモシ歌謡曲 （16:40 - 17:20） | 月の家円鏡ショウ                | 円鏡・研ナオコショウ ハッピーカムカム （15:30 - 17:00）ニュース （17:00 - 17:05）林美智子のハイごくろうさん （17:05 - 17:15）シントク・サテライト・アワー （17:15 - 17:40） |